# Stagno di Thau
Lo stagno di Thau o bacino di Thau (in francese Étang de Thau o Bassin de Thau, in occitano Estanh de Taur) è la più grande di una serie di lagune (étangs) che si estendono lungo la costa meridionale francese, dal fiume Rodano fino ai piedi del Pirenei al confine con la Spagna nell’Occitania.

## Descrizione

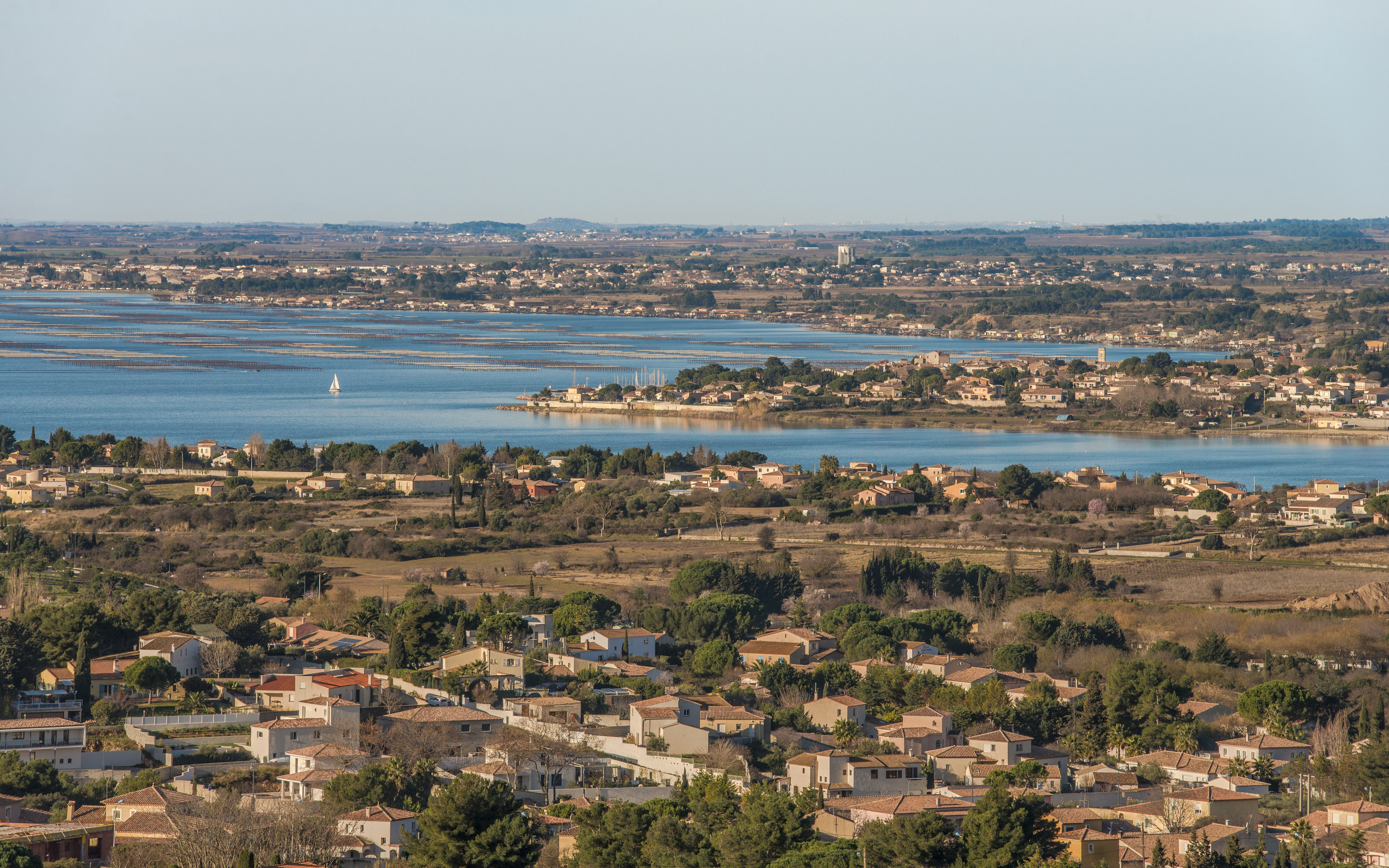
Veduta della laguna

Lunga circa 21 km e larga 8 km, occupa una superficie di 7 012 ettari. La profondità media della laguna è di 4,5 m, ma nel canale di navigazione centrale può arrivare fino a 10 m. Le sue dimensioni e profondità, che la distinguono dalle altre lagune della regione, sono spiegate dalla geomorfologia della regione: è la sinclinale formata dalla piega che ha prodotto la corrispondente anticlinale della Gardiole nel nord-est.
La laguna è collegata al mar Mediterraneo dal Canal du Rhône à Sète al fiume Rodano e dal Canal du Midi a Bordeaux via Tolosa.

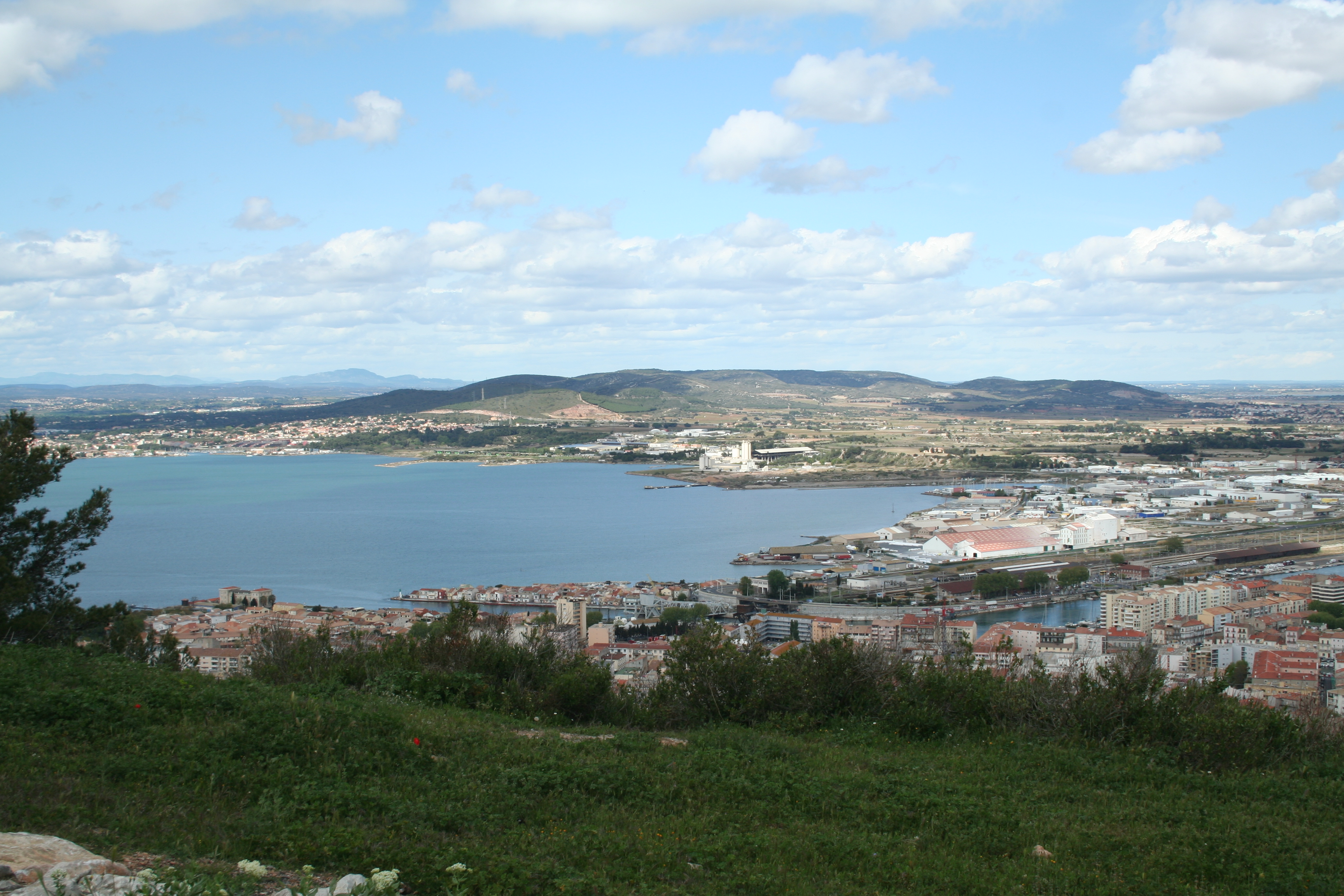
Panoramica della laguna

Vi è una variazione significativa delle precipitazioni nel bacino idrografico della laguna, sia stagionalmente che tra gli anni. Le precipitazioni annuali possono variare da 200 a 1 000 mm all'anno. Di conseguenza, la temperatura e la salinità dell'acqua sono variabili. La temperatura dell'acqua oscilla da 3 °C a 29 °C, con salinità da 27 psu a 40 psu. La salinità cambia durante l'anno con il minimo che si ha da febbraio a giugno e il massimo da luglio a gennaio.